# Gianluca De Ceglie
Gianluca De Ceglie è un personaggio immaginario ideato e interpretato dall'attore Fabrizio Biggio nella serie televisiva italiana I soliti idioti. È anche il personaggio protagonista della trasposizione cinematografica della serie, I soliti idioti - Il film, e nel sequel uscito nei cinema italiani a Natale 2012 I 2 soliti idioti. È stato poi riproposto dopo oltre un decennio nel reboot I soliti idioti 3 - Il ritorno.

## Descrizione del personaggio
Ossessionato principalmente dal padre Ruggero, Gianluca è un ragazzo di trent'anni, laureato (anche se nella quarta stagione afferma di essere uno studente universitario), dolce, gentile, sensibile, affettuoso, disponibile e altruista ma anche ingenuo e credulone, quindi caratterialmente l'opposto del genitore, uomo rude, volgare, autoritario e disonesto. I principali motivi di attrito fra i due sono la netta divergenza di opinioni e l'odio che il padre nutre verso la sua fidanzata, Fabiana, reputata brutta. Altri motivi per cui è odiato dal padre sono le sue passioni, cioè quelle dei bruchi, dei Puffi e dei Minipony. Nella seconda stagione si scopre che Gianluca è tifoso della Lazio.
Nella 4ª stagione si scopre che il padre di Ruggero, che regalò a Gianluca un antico violino (tra l'altro distrutto dallo stesso Ruggero nella medesima puntata), oltre che essere un senatore, era uguale a Gianluca sia in aspetto fisico che nel comportamento, essendo un uomo amante dell'arte, gentile e sensibile come il nipote.
In una puntata della seconda stagione, Gianluca conosce come conduttore televisivo di Bersaglio Italia, di avere un fratello di nome Romoletto. Ruggero dice a Gianluca che Romoletto viene da Stoccarda, ma Ruggero nomina la città per evitare di dire "Sto...cazzo". Inoltre, nel primo film, quando lui ed il padre arrivano nella vecchia casa di Ruggero, luogo di ritrovo dove frequentava prostitute, scopre di avere un altro fratello, Remo, ragazzo serio,  silenzioso e balbuziente, che Ruggero ha avuto dalla prostituta Marika e che preferisce a Gianluca. Gianluca è un appassionato di informatica e tende a usare molto Facebook, cosa che Ruggero odia profondamente. Nell'ultima puntata della terza stagione, Gianluca, esasperato dal dispotismo paterno, tenta di ucciderlo, ma non vi riesce.
I suoi tentativi, anzi, ottengono l'effetto contrario in quanto Ruggero, colto da infarto (partito dal braccio destro, dimostrando di essere un situs inversus) all'annuncio della futura convivenza fra suo figlio e Fabiana, è costretto ad andare a convivere con loro. Al 2011 sono state girate tre mini-stagioni, per un totale di 17 puntate. Il personaggio di Gianluca De Ceglie (insieme a quello di suo padre Ruggero) è stato scelto per presentare i TRL Awards 2011, che si sono svolti il 20 aprile 2011 a Firenze in piazza Santa Croce.

## Episodi
| Prima stagione (2009)         | Seconda stagione (2010) | Terza stagione (2011)     | Quarta stagione (2012) |
| ----------------------------- | ----------------------- | ------------------------- | ---------------------- |
| 1 - La spesa dei moderni      | 1 - La partita di poker | 1 - Er fiodena            | 1 - Al ristorante      |
| 2 - Problemi di comunicazione | 2 - A caccia            | 2 - L'urlo di Tarzanal    | 2 - Il lavoro          |
| 3 - Prostitute                | 3 - Al museo            | 3 - A Roma                |                        |
| 4 - Il prelievo               | 4 - In discoteca        | 4 - Il Fight Club         |                        |
| 5 - Eutanasia                 | 5 - La televisione      | 5 - Sherlock Holmes       |                        |
| 6 - Il bar dei veri uomini    | 6 - La Tv del dolore    | 6 - Vado a vivere da solo |                        |
| 7 - Lady Gaga dance           | 7 - Il gioco d'azzardo  | 7 - Mi fai muro           |                        |
| 8 - Al supermercato           |                         |                           |                        |